# 리튬 전지

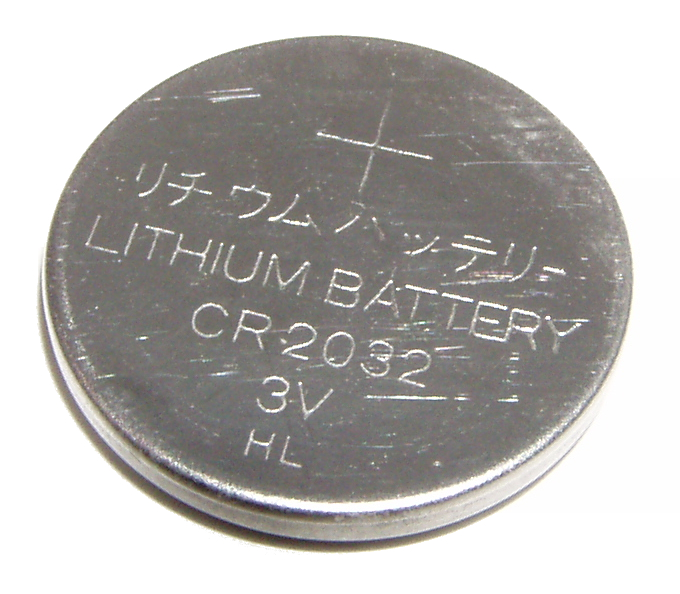
단추형의 리튬 전지

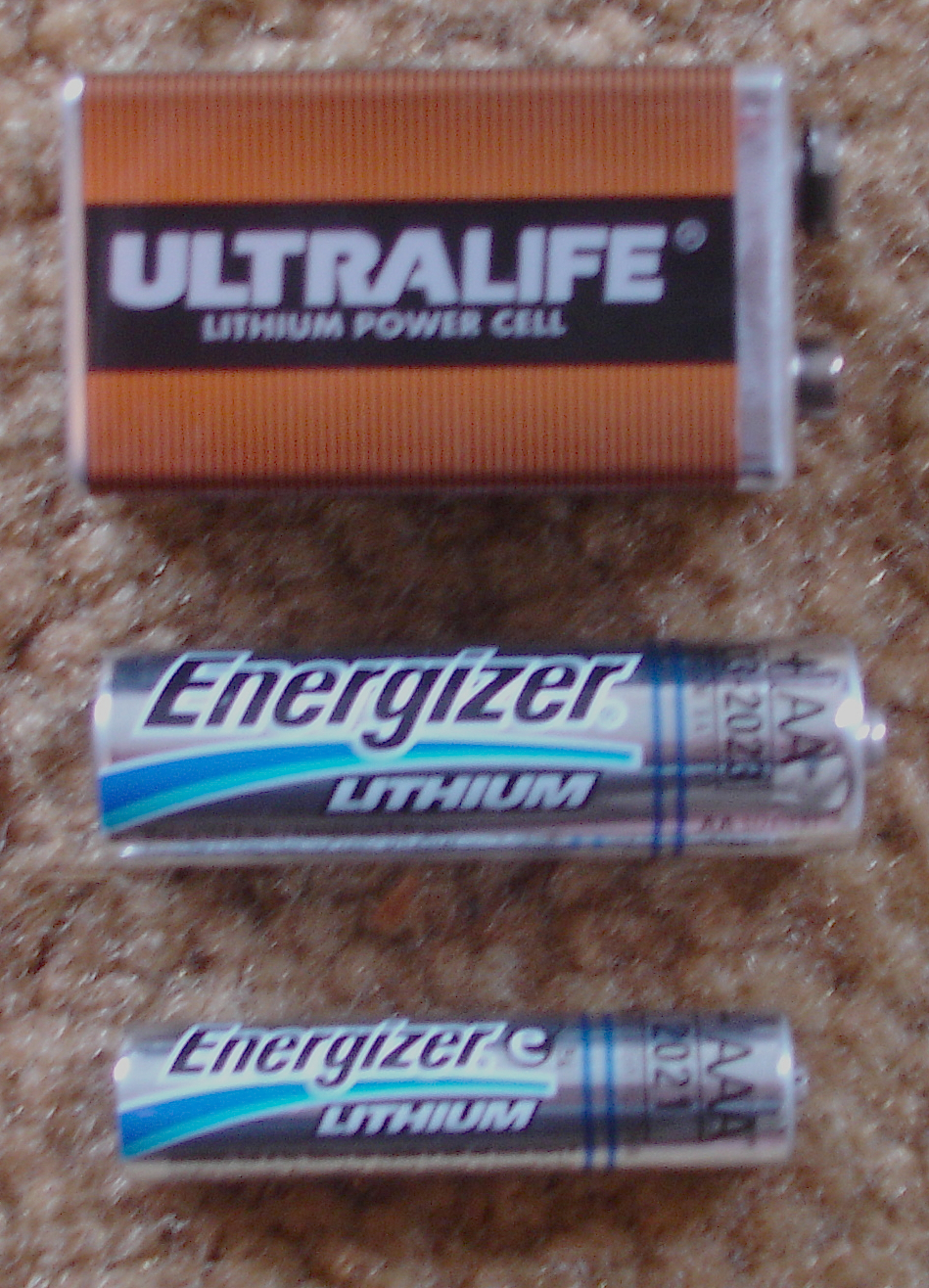
Lithium 9볼트, AA 및 AAA 규격의 리튬 전지

리튬 전지(-電池, lithium battery)는 리튬이나 리튬 혼합물을 양극으로 사용하는 전지를 말한다. 전지에 사용되는 화학물질이나 그 설계에 따라서 1.5 V~3.7 V의 전압을 내는데, 이것은 망간 전지나 알칼리 전지의 출력전압의 2배 가량에 달하는 수치이다. 리튬 전지는 휴대용 전자 장비 등에 널리 사용되고 있다.
리튬 전지는 재충전이나 재사용이 불가능한 일차 전지이며, 재충전하여 다시 사용할 수 있는 이차 전지인 리튬 이온 전지와는 다르다.

## 세부설명
리튬 전지는 음극이나 전해질에 이용하는 화학 물질에 따라 몇 가지 종류로 나뉜다. 이 중에서 염화티오닐(SOCl2)를 음극으로, 리튬알루미늄클로라이드(LiAlCl4)을 전해질로 하는 염화티오닐-리튬 전지(lithium-thionyl chloride cell)는 높은 에너지 밀도를 가지는 것으로 알려져 있다. 이 전지에서는 다공성의 탄소 물질이 외부 회로로부터 전자를 받아들이는 양극 집전 장치로 사용된다. 그러나 염화티오닐-리튬 전지는 일반적으로 시중에서 판매되지는 않으며 산업 현장에서 많이 쓰이고 있는데, 특히 장시간 낮은 전류로 작동시켜야 하는 경보 장치 등에 쓰인다.
실제 소비자들 가운데 널리 쓰이는 가장 흔한 리튬 전지는 유기용매에 리튬염을 용해시켜 만든 전해질을 사용하며, 금속 리튬을 음극으로, 이산화망간을 양극으로 사용한다.

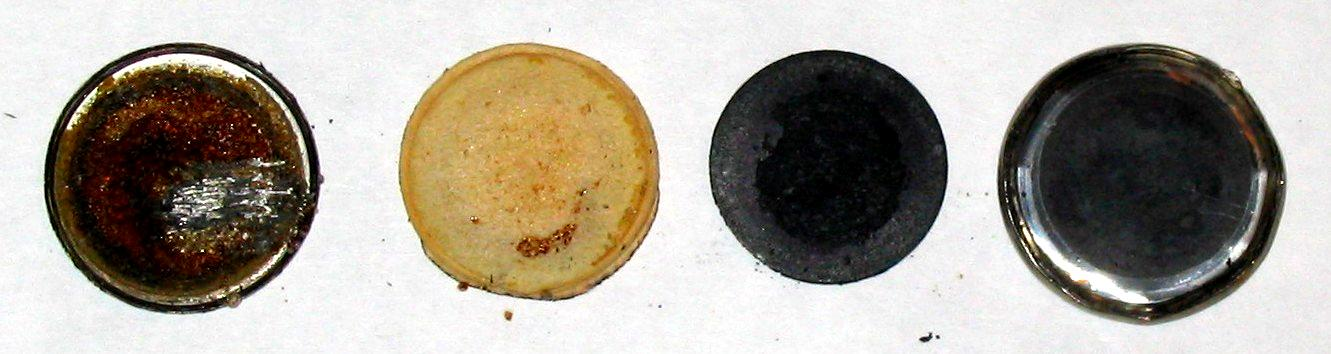
CR2016 전지를 분해한 모습
1 : 뒤집어져 놓인 리튬 음극. 전지가 방전되면서 쓰인 리튬이 약간 벗겨져 있다
2 : 얇은 다공성 물질 내에 전해질(리튬염이 용해된 유기용매)이 채워져 있는 격리판
3 : 이산화망간으로 이루어진 양극
4 : 양극 뚜껑. 탄소층으로 된 집전 장치가 부착되어 있고, 가장자리를 따라 개스킷이 있다

## 적용
리튬 전지는 페이스메이커(심장 박동 조절 장치)와 같이 오랜 작동 시간과 안전성을 겸비해야 하는 많은 체내 의료기기들에 이용된다. 이러한 장비들은 특수 제작된 요오드화리튬 전지를 쓰는데, 15년 이상을 작동하도록 되어 있다. 또한 일부 동력을 요하는 장난감 등에도 쓰이는데, 리튬 전지는 보통 장난감의 사용 기한보다 더 오랜 시간 동안 작동하기 때문에 가격 측면에서 권장되지는 않는다.
리튬 전지는 많은 분야에서 종래의 알칼리 전지가 사용되던 곳(시계, 카메라 등)에 대신 쓰일 수 있다. 리튬 전지는 알칼리 전지보다 비싸지만 작동 시간이 길기 때문에 잦은 전지 교체를 필요로 하지 않는다. 그러나 리튬 전지는 알칼리 전지보다 훨씬 큰 전압을 공급하기 때문에 알칼리 전지에 맞도록 설계된 장치에 사용할 때는 조심할 필요가 있다.
소형의 리튬 전지는 PDA, 손목시계, 전자 온도계, 계산기, 컴퓨터의 메인보드, 통신 장비, 자동차 리모컨 등에 매우 널리 사용되고 있다. 다양한 종류와 크기의 리튬 전지가 시중에 판매되고 있으며, 가장 흔한 종류는 단추형의 3V 리튬 전지로서 망간을 포함하며 20mm의 지름에 1.6~4mm의 두께를 가진다.
고성능 전자기기에 있어서도 리튬 전지의 역할은 중요하다. 리튬 전지는 디지털 카메라의 플래시 등에 순간적이고 큰 필요 전류량을 공급할 수 있고, 알칼리 전지에 비해 고전압의 출력을 오랫동안 유지할 수 있다.
어떤 리튬 전지들은 백금과 이리듐의 합금을 사용하는데, 비싸고 손상되기 쉬워 일반적으로 자주 사용되지는 않는다.

## 같이 보기
- 리튬 이온 전지
- 일차 전지
- 이차 전지